# Sreta Savić
Sreta Savić, srbski general, * 23. september 1913, † 1990.

## Življenjepis
Leta 1941 se je pridružil NOVJ in KPJ. Med vojno je bil poveljnik in politični komisar več enot; nazadnje je bil poveljnik 51. divizije.
Po vojni je bil poveljnik divizije, pomočnik poveljnika armade,...